# Les Vivants
Pour plus de détails, voir Fiche technique et Distribution.
Les Vivants (Die Lebenden) est un film autrichien réalisé par Barbara Albert, sorti en 2012.

## Fiche technique
- Titre : Les Vivants
- Titre original : Die Lebenden
- Réalisation : Barbara Albert
- Scénario : Barbara Albert
- Musique : Lorenz Dangel
- Photographie : Bogumil Godfrejow
- Montage : Monika Willi
- Production : Barbara Albert et Bruno Wagner
- Société de production : Coop99 Filmproduktion, Alex Stern Film, Komplizen Film et Arte
- Société de distribution : Polyfilm Verleih (Autriche), Real Fiction (Allemagne), Bodega Films (France)
- Pays :  Autriche,  Pologne et  Allemagne
- Genre : Drame
- Durée : 100 minutes
- Dates de sortie : 
  -  Espagne : 25 septembre 2012 (Festival international du film de Saint-Sébastien)
  -  Allemagne : 30 mai 2013
  -  France : 19 mars 2014

## Distribution
- Anna Fischer : Sita
- Hanns Schuschnig : Gerhard Weiss
- August Zirner (en) : Lenzi Weiss, le père de Sita
- Itay Tiran : Jocquin
- Daniela Sea : Silver
- Winfried Glatzeder : Michael Weiss
- Almut Zilcher : Marianne, la mère de Sita
- Wanja Mues : Gunther
- Emily Cox : Agnes, la jeune femme à Auschwitz
- Kristina Bangert : Gerda Weiss, la femme de Lenzi
- Maja Samchanova : Seda
- Franciszek Norman : Joshua

## Distinctions
Le film est nommé pour 3 Prix du cinéma autrichien et remporte celui du meilleur montage.